# Деко, Абель
Абель Мари Деко (фр. Abel Marie Decaux; 11 февраля 1869 — 19 марта 1943) — французский органист, композитор и музыкальный педагог.
Первоначально учился музыке у своего отца и при Руанском соборе, затем стал студентом Парижской консерватории, где учился (с 1890 по 1895 год) игре на органе у Шарля Видора и композиции у Жюля Массне, затем совершенствовал исполнительское мастерство под руководством Александра Гильмана. С 1903 года был органистом в Базилике Сакре-Кёр в Париже. С 1890 по 1923 год также преподавал в парижской Schola Cantorum. В 1923 году отправился в Соединённые Штаты Америки, где преподавал игру на органе в Истменовской школе музыки. Возвратился во Францию в 1935 году, начав преподавать игру на органе в школе Сезара Франка и в Григорианском институте в Париже.
Наиболее известное произведение Деко (и единственное, которое он когда-либо издавал), «Clairs de lune», представляет собой четыре пьесы для фортепиано, написанных с 1900 по 1907 год и изданных в 1913 году. Имел нескольких добившихся успеха учеников (среди них Элиана Лежён-Бонье и Анри Ганьебен). В 1934 году стал кавалером Ордена Почётного легиона.